# MEDALUS
Medalus (acronyme de Mediterranean Desertification and Land Use) est le nom d’un projet soutenu par l’Europe pour évaluer, modéliser et comprendre les phénomènes de désertification qui affectent de manière croissante la zone méditerranéenne, y compris dans sa partie nord, dans l’Union européenne, à cause des pratiques agricoles et d’aménagement du territoire, mais aussi probablement à cause du contexte de dérèglement climatique.

## Enjeux
Il s'agit de permettre la survie des populations des régions méditerranéenne, par une restauration, protection et gestion durables des ressources en sol, en eau et par la protection des écosystèmes assurant des services vitaux pour le Vivant et les populations humaines. 
Il s'agit aussi de retrouver ou maintenir les conditions minimales d'une sécurité géopolitique.

## Modélisation
La modélisation produite dans le cadre du projet MEDALUS a été développée pour prévoir les interactions entre végétation des versants, hydrologie et changements climatiques, à partir de l’état connu du sol et des données connues d’occupation du sol et usages des terres. 
Le modèle se compose de 4 sous-modèles qui interagissent fortement. 
1. une modélisation de l'atmosphère et des prévisions en matière d’évapotranspiration,
2. une modélisation de la végétation (simulation de la croissance des plantes, avec jusqu'à quatre types fonctionnels),
3. une modélisation simulant les surfaces d'infiltration, le ruissellement et l'érosion,
4. une modélisation simulant le mouvement des eaux souterraines dans le sol et les changements dans les propriétés physiques du sol (résultant de l'érosion ou de la restauration de l’humus, de l’apport de matières organiques…)[3].

## Résultats
La perte de sols vers la mer a été étudiée Ces sols perdus appauvrissent les milieux, mais sont également susceptibles d’envaser et eutrophiser les estuaires loin en aval). L’érosion a été étudiée dans 8 sites (paysages différents au nord de la Méditerranée et sur la côte Atlantique, au Portugal, en Espagne, France, Italie et Grèce) choisis pour représenter différents types écopaysagers (il s’agissait de cultures de céréales non irriguées, de vignes, d’oliveraies, de plantations d'eucalyptus ou des sites encore couverts d’une végétation naturelle (maquis). 

L’étude a confirmé que l'utilisation des sols influence fortement le ruissellement et l'érosion ; 
- Le taux de ruissellement et la perte de sédiments étaient les plus importants dans les zones vallonnées plantées de vignobles (perte moyenne de 142,8 t de sol par km2 et par an).
- Les cultures de blé rendaient également les sols très vulnérables à l'érosion hivernale (générant un important ruissellement et une perte de sols (et donc des apports de sédiments dans les cours d’eau et en mer) de 17,6 t/km2/an) en particulier quand la pluviométrie dépasse 280 mm/an.
- Les olives, si produites en conditions semi-naturelles (oliviers sur strate herbacée persistante) restreignent fortement la perte de sol (0,8 t/km2/an).
- Les zones arbustives sèches étaient plus érodées quand les précipitations annuelles chutent sous les 280-300 mm/an, puis diminuent avec la baisse de la pluviométrie[Quoi ?] (perte moyenne de 6,7 t de sol/km2/an).

Dans le sud-ouest de la Sardaigne, une comparaison de trois types d'occupation du sol (pâturages abandonnés, maquis brûlés, et plantations d'eucalyptus sp., sur 18 parcelles sur trois bassins versants, avec 6 parcelles par versant), sur 6 ans (de mars 1992 à février 1998) a montré que c'est sous les eucalyptus que le sol a été le plus érodé et que le ruissellement était le plus important (135,22 à 57,30 mm d'eau perdue) et de 303,52 à 73,47 grammes de sol perdu par mètre carré. Dans les pâturages abandonnés, le ruissellement était moindre (45,25 à 12,07 mm) de même que l'érosion (137,62 à 12,44 g/m2), alors que sur le maquis brûlé, le ruissellement variait de 30,45 à 18,65 mm et l'érosion de 51,44 à 26,36 g/m2 .